# アムジェン
アムジェン inc (Amgen inc.) は、アメリカカリフォルニア州ロサンゼルス郊外のサウザンドオークスに本社を置く世界最大の独立バイオテクノロジー企業である。

## 概要
リコンビナントDNA（遺伝子組み換え）技術や分子生物学的技術を軸に医薬品の開発、製造、販売を行っている。1980年に AMgen (Applied Molecular Genetics) として3人で創業。現在は社員数約2万人。
遺伝子組み換えエリスロポエチン (EPO) 製剤で赤血球増殖薬のエポジェン (EPOGEN：Epoetin alfa)、および白血球増殖のための顆粒球コロニー刺激因子ニューポジェン (NEUPOGEN：Filgrastim) の2つのバイオ医薬品の開発成功が、一躍同社を世界的企業へと押し上げた。
2012年の売上高は173億ドル（世界の医薬品売上ランキング13位）。で、日本で最大規模の製薬会社である武田薬品工業を上回る。対前年売上伸び率は11%。
現在は、エポジェンと同効で投与間隔を延長したアラネスプ、抗体医薬の関節リウマチ薬エンブレル、および上記の血球増殖薬が主力となっている。アラネスプは、2006年に41億ドルを売り上げたブロックバスター薬となっている。日本では、協和キリンが2007年4月にアラネスプの製造販売承認を得て、「ネスプ」という商品名で販売を行っている。
現在、長期的な成長戦略として、パイプラインの充実（Onyx社買収、帝人ファーマとの自己免疫疾患薬の開発提携など）、バイオシミラーへの投資（2017年販売開始を計画）、積極的なグローバル展開（日本および中国への進出、シンガポールに製造拠点建設（2016年までに完成予定）など）を掲げている。
地元、カリフォルニア州で開催される、自転車ロードレースのツアー・オブ・カリフォルニアの冠スポンサーである。

## 日本法人
日本では、1992年にアムジェン株式会社が設立され開発業務を行っていたが、2008年に武田薬品工業と13品目のライセンス契約締結と同時に同社に株式譲渡された。2008年4月1日より、「武田バイオ開発センター株式会社」と名前を変え、引き続き当該品目の臨床開発を行っていた。2013年5月29日、アステラス製薬との合弁会社を設立し日本に本格的に再参入することを発表、共同出資の「アステラス・アムジェン・バイオファーマ」は2013年10月に業務を開始した。その後2020年4月1日、アムジェンが合弁会社の株式を買い取り、再び完全子会社となった。

## 製品
- アラネスプ(Aranesp:darbepoetin alfa) -  エリスロポエチン製剤/貧血 - 20億ドル（日本では「ネスプ」の販売名で協和キリンが製造販売）
- エンブレル(Enbrel:etanercept) -  関節リウマチ - 42億ドル（ワイスとの共同開発、日本では武田薬品とファイザーが発売）
- ニューラスタ(Neulasta:Pegfilgrastim) - 持続型G-CSF - 41億ドル（日本では「ジーラスタ」の販売名で協和キリンが製造販売）
- エポジェン(Epogen/Procrit:epoetin alfa) - エリスロポエチン製剤/貧血 - 19億ドル（日本では「エスポー」の販売名で協和発酵キリンが製造販売）
- ニューポジェン(Neupogen:filgrastim) - G-CSF - 13億ドル（日本では「グラン」の販売名で協和キリンが製造販売）
- センシパー(Sensipar:cinacalcet) - 腎臓疾患、副甲状腺機能亢進症 - 9.5億ドル （日本では「レグパラ」の販売名で協和キリンが製造販売）
- Kepivance (palifermin) - 口腔粘膜炎
- Kineret (アナキンラ、anakinra) - 関節リウマチ
- Vectibix (panitumumab) - 腸癌（抗体医薬）- 3.6億ドル（日本では武田薬品が販売、金額は2012年度の売上高）
- プラリア(Prolia) - 骨粗鬆症（日本では第一三共が製造販売）